# KTMインターシティ
KTMインターシティ（マレー語: KTM Antarabandar, 英語: KTM Intercity）は、マレー鉄道の長距離旅客列車。かつては、3本の本線で運行され、北部はタイ国有鉄道に直通運転していたが、電化工事が進んだことにより、現在は、ウエスト・コースト線のタンピン駅～JBセントラル駅間と、イースト・コースト線で運行している。

## クラス・編成
等級は1〜3等があり、寝台車・食堂車も存在する。ディーゼル機関車が牽引する客車列車である。

### クラス
2019年現在、運用されているクラスは、2等座席（ASC）、2等寝台（ADNS）のみである。
| クラス | 名称                   | 日本語            | 座席番号                                   | 記事 ()内はクラス記号の語源                                          |
| ------ | ---------------------- | ----------------- | ------------------------------------------ | -------------------------------------------------------------------- |
| ADNFD  | Premier Night Deluxe   | 1等デラックス寝台 | 1AB〜6AB (A:上段/B:下段)                   | 2人個室/シャワー・トイレ・テレビ付き (Aircon Day Night First Deluxe) |
| ADNFB  | Premier Night Standard | 1等寝台           | 1AB〜8AB (A:上段/B:下段)                   | 2人個室/洗面台付き (Aircon Day Night First)                          |
| ADNS   | Superior Night         | 2等寝台           | 1 2,3 4〜37 38,39 40 (奇数:上段/偶数:下段) | (Aircon Day Night Second)                                            |
| AFC    | Premier Class          | 1等座席           | 1A,BC〜12A,BC                              | (Aircon First CLASS)                                                 |
| ASC    | Superior Class         | 2等座席           | 1AB,CD〜13AB,CD                            | (Aircon Second Class)                                                |
| AEC    | Economy Class          | 3等座席           | 1AB,CD〜18AB,CD/19AB                       | (Aircon Economy Class)                                               |
| TC     | Third Class            | 3等座席           |                                            | (Third Class) 普通列車のみ                                           |
| ABC    |                        | 食堂車            |                                            | (Air-conditioned Buffet Coach)                                       |
| PGC    |                        | 電源車            |                                            | (Power Generating Car)                                               |
| PV     |                        | 荷物車            |                                            | (Parcel Van)                                                         |
| SK     |                        | 貴賓車            |                                            | (Selun Khas)                                                         |

## 運行状況
種別は急行（Ekspres）と普通（Mel）で、列車名が付いている。
また、バンコク〜シンガポール間では「イースタン・オリエント・エクスプレス」（E&O）という豪華列車も運行されている。

### 2009年5月現在
2009年5月3日現在の旅客列車運行状況は次のとおり。

#### 急行列車
| 列車番号   | 列車名                   | 区間 斜字は、タイ国鉄線内                                                      | 運転日 | 連結クラス | 連結クラス | 連結クラス | 連結クラス | 連結クラス | 連結クラス | 連結クラス | 記事                                                                                           |
| 列車番号   | 列車名                   | 区間 斜字は、タイ国鉄線内                                                      | 運転日 | A D N F D  | A D N F B  | A D N S    | A F C      | A S C      | A E C      | A B C      | 記事                                                                                           |
| ---------- | ------------------------ | ------------------------------------------------------------------------------ | ------ | ---------- | ---------- | ---------- | ---------- | ---------- | ---------- | ---------- | ---------------------------------------------------------------------------------------------- |
| 01/02      | Ekspres Rakyat           | バターワース〜クアラ・ルンプール・セントラル〜ウッドランズ                     | 毎日   |            |            |            | X          | X          |            |            |                                                                                                |
| 10/11      | Ekspres Sinaran Utara    | バターワース〜クアラ・ルンプール・セントラル                                   | 毎日   |            |            | X          | X          | X          |            |            |                                                                                                |
| 12/13      | Ekspres Sinaran Selatan  | クアラ・ルンプール・セントラル〜ウッドランズ                                   | 毎日   | X          |            | X          | X          | X          |            |            |                                                                                                |
| 14/15      | Lambaian Timur           | ウッドランズ〜グマス〜トゥンパ                                                 | 毎日   |            |            |            | X          | X          | X          |            |                                                                                                |
| 20/21      | Senandung Langkawi       | ハート・ヤイ〜パダン・ブサール〜バターワース〜クアラ・ルンプール・セントラル   | 毎日   |            | X          | X          |            | X          | X          |            | 夜行 タイ国鉄線内：953/954, ADNS/AECのみ連結                                                   |
| 22/23      | Senandung Mutiara        | バターワース〜クアラ・ルンプール・セントラル                                   | 毎日   |            |            | X          | X          | X          |            |            | 夜行                                                                                           |
| 24/25      | Senandung Sutera         | クアラ・ルンプール・セントラル〜ウッドランズ                                   | 毎日   | X          |            | X          | X          | X          |            |            | 夜行                                                                                           |
| 26/27      | Ekspres Timuran          | ウッドランズ〜グマス〜トゥンパ                                                 | 毎日   |            |            | X          |            | X          | X          |            | 夜行                                                                                           |
| 28/29      | Senandung Wau            | クアラ・ルンプール・セントラル〜グマス〜トゥンパ                               | 毎日   |            | X          | X          |            | X          | X          |            | 夜行                                                                                           |
| 35/36      | International Express    | バンコク〜パダン・ブサール〜バターワース                                       | 毎日   |            |            |            |            |            |            |            | タイ国鉄の車両で運行 タイ国鉄線内:夜行                                                         |
| 1003/ 1004 | Ekspres Khas Utara       | バターワース〜クアラ・ルンプール・セントラル                                   | 金土日 |            |            |            | X          | X          |            | X          | 夜行 2008年12月1日から運行開始                                                                 |
|            | Eastern & Orient Express | ウッドランズ〜クアラ・ルンプール〜バターワース〜（パダン・ブサール）〜バンコク | 不定期 |            |            |            |            |            |            |            | ツアー列車である。詳しくは、イースタン・オリエント・エクスプレスを参照。 タイ国鉄線内：952/951 |

#### シャトル・トレイン・サービス
比較的短距離の5区間で運行されている。
| 列車番号                      | 列車名                                        | 区間                                   | 運転日                    | 連結 クラス | 連結 クラス | 連結 クラス | 記事                                                    |
| 列車番号                      | 列車名                                        | 区間                                   | 運転日                    | A F C       | A S C       | A E C       | 記事                                                    |
| ----------------------------- | --------------------------------------------- | -------------------------------------- | ------------------------- | ----------- | ----------- | ----------- | ------------------------------------------------------- |
| 40,42,44,46 41,43,45,47       | Shuttle KLS-Rawang / Shuttle Rawang-KLS       | クアラ・ルンプール・セントラル〜ラワン | 月〜金                    |             |             | X           | 座席予約不可 42,43,44,45は設定のみ                      |
| 51,53,55,57,59 52,54,56,58,60 | Ipoh-KLS / KLS-Ipoh                           | イポー〜クアラ・ルンプール・セントラル | 51〜56:月〜金 57〜60:毎日 |             | X           | X           | 53〜56:月〜金のみ速達列車。土日は1053〜1056として運行。 |
| 1053,1055 1054,1056           | Shuttle Ipoh-KLS / Shuttle KLS-Ipoh           | イポー〜クアラ・ルンプール・セントラル | 土日                      |             | X           | X           | 53〜56:月〜金のみ速達列車。土日は1053〜1056として運行。 |
| 61,64                         | Shuttle Singapura-Gemas                       | グマス〜ウッドランズ                   | 毎日                      |             |             | X           | 座席予約不可 61,64以外は運休中                          |
| 62,63,65                      | Shuttle Singapura-Gemas                       | シンガポール〜クルアン                 | 毎日                      |             |             | X           | 座席予約不可 61,64以外は運休中                          |
| 70,72,74,76,78 71,73,75,77    | Shuttle Seremban-KLO / Shuttle KLO-Seremban   | スレンバン〜クアラ・ルンプール         | 月〜金                    |             |             | X           | 座席予約不可 71,72,73,74,75,76は2009年3月23日から運休中 |
| 1070,1076 1071,1079           | Shuttle SBAN-KL / Shuttle KL-SBAN             | スレンバン〜クアラ・ルンプール         | 月〜金                    |             |             | X           | 座席予約不可 71,72,73,74,75,76は2009年3月23日から運休中 |
| 81,83,85 82,84,86             | Shuttle Timurant / Tren Shuttle Klipis-Tumpat | トゥンパ〜クアラ・リピス               | 毎日                      |             |             | X           | 座席予約不可                                            |
| 91 92                         | Tren Shuttle Singapore-Klipis                 | クアラ・リピス〜ウッドランズ           | 毎日                      |             |             | X           | 座席予約不可                                            |

##### イポー〜クアラ・ルンプール・セントラル間
2008年1月にイポー〜ラワン間の複線電化が完成したが、KTMインターシティ用の電車の投入が遅れているため、2008年12月からディーゼル機関車牽引の客車による運行が開始された。走行距離は約207kmで、所要時間は4時間00分である。2009年4月から運行を開始した速達列車での所要時間は3時間45分である。この列車の運賃は基本運賃に料金加算がある。
なお、現在はKTMエレクトリック・トレイン・サービスが同区間を運行、所要時間は2015年7月現在で最速2時間10分、最も多い停車駅パターンでは2時間35分。
歴史
- 2008年12月1日 - 月曜〜金曜に5往復で運行開始。12駅（始発駅・終着駅を含む。）に停車。所要時間は3時間56分〜4時間00分。
- 2008年12月29日 - 一部の列車 (52,58,59) の運行時刻を変更。（30〜50分早遅発）
- 2009年1月5日 - 一部の列車 (51) の運行時刻変更。（25分早発）
- 2009年1月23日 - 途中駅の運行時刻調整。一部列車 (51,58) がラワンに追加停車開始。全列車の所要時間が4時間00分になる。
- 2009年1月24日 - 一部の列車 (51,52) を除き、土日も運行開始。
- 2009年4月1日 - 一部の列車 (53,54,55,56) を停車駅を削減した速達列車に月曜〜金曜のみ変更。停車駅8駅（始発駅・終着駅を含む。）に停車。所要時間は15分短縮され3時間45分。土日は従来どおりの時刻・停車駅で列車番号を1000番台 (1053,1054,1055,1056) に変更。

##### ラワン〜クアラ・ルンプール・セントラル間
KTMコミューターの通勤混雑時の混雑を緩和する目的で2009年3月から運行を開始した。走行距離は約32 kmで、所要時間は41分〜42分である（KTMコミューターだと43分）。この列車の運賃は基本運賃のみである。また、この列車は座席予約を受け付けていない。
歴史
- 2009年3月23日 - 4往復設定され、月曜〜金曜に2往復（40, 41, 67, 67）のみで運行開始。6駅（始発駅・終着駅を含む）に停車。

##### クアラ・ルンプール〜スレンバン間
KTMコミューターは2003年から運用車両の減少により徐々に運行本数が削減されてきた。通勤時間帯に運行していた急行電車や速達列車も運行が停止されていたが、KTMコミューターの通勤混雑緩和を目的に2009年2月から運行を開始した。走行距離は約73 kmで、所要時間は1時間11分〜1時間13分である（KTMコミューターだと1時間24分）。この列車の運賃は基本運賃のみである。また、この列車は座席予約を受け付けていない。
歴史
- 2009年2月17日 - 月曜〜金曜に4.5往復で運行開始。4駅（始発駅・終着駅を含む）に停車。
- 2009年3月23日 - 一部の列車（53, 54, 55, 56）が運休となり朝晩のみの運行となる。朝晩に2往復（1070, 1071, 1076, 1079）増発。

##### シンガポール〜グマス間
シンガポールからジョホール・バルへの買物客への誘致と利便向上を図るため、ダンガ・シティ・モール駅が2009年1月に開業したのに続き、2009年2月から運行を開始した。走行距離は約113kmで、所要時間は2時間30分〜3時間00分である。この列車の運賃は基本運賃に料金加算がある。また、この列車は座席予約を受け付けていない。
列車名のTebrauとは、ジョホール州ジョホール・バル郡で最大の行政村であるテブラウ行政村から命名されている。
歴史
- 2009年2月1日 - シンガポール〜クルアン間を毎日2往復で運行開始。9駅（始発駅・終着駅を含む。）に停車。
- 2009年4月15日 - 一部の列車 (65) が運休となり、クンパス・バル〜シンガポール間で1本 (61) 追加運行開始。上り列車の運行時刻を変更。（15〜185分遅発）
- 2009年5月19日 - 61列車を除いて運休となる。
- 2011年7月 - 運行区間をシンガポール〜グマス間に延長。61,64の一往復運行になる。

##### トゥンパ〜ダボン間
イースト・コースト線で初めてのシャトル・サービスで2009年5月から運行を開始した。走行距離は約139kmで、所要時間は2時間25分〜2時間33分である。この列車の運賃は基本運賃のみである。また、この列車は座席予約を受け付けていない。
歴史
- 2009年5月3日 - 毎日1往復で運行開始。下り10駅・上り13駅（始発駅・終着駅を含む。）に停車。

#### 普通列車
| 列車番号 | 列車名 | 区間                         | 運転日 | 連結 クラス | 記事 |
| 列車番号 | 列車名 | 区間                         | 運転日 | T C         | 記事 |
| -------- | ------ | ---------------------------- | ------ | ----------- | ---- |
| 81,83    | Mel    | トゥンパ〜グア・ムサン       | 毎日   | X           |      |
| 82,84    | Mel    | グア・ムサン〜トゥンパ       | 毎日   | X           |      |
| 91       | Mel    | トゥンパ〜クアラ・リピス     | 毎日   | X           |      |
| 92       | Mel    | クアラ・リピス〜トゥンパ     | 毎日   | X           |      |
| 93       | Mel    | クアラ・リピス〜クランビット | 毎日   | X           |      |
| 94       | Mel    | クランビット〜クアラ・リピス | 毎日   | X           |      |

- 2009年5月19日 の 時刻表 によれば、クランビット〜グマス間の普通列車の運行は行われていない。

### 2015年7月現在

#### シンガポール国境間（シャトル・テブラウ）
2015年7月1日、JBセントラル駅とウッドランズとを5分で結ぶ Shuttle Tebrau が、1日7往復運行開始。これに伴い、JBセントラル駅以北とをむすぶ急行列車はすべてJBセントラル駅着発となり、ウッドランズへの乗り入れはされなくなった。この時点では、定期運航されるものとしては、世界で一番運行距離が短い国際列車である。

## 運賃

### 普通運賃
運賃は、等級・キロ程ごとの運賃に、列車の種類・設備などで加算料金が付加される。実際には、列車ごと、区間・等級・座席（寝台）位置別に公示されている。列車単位の運賃設定であり、列車を乗り継ぐ場合には列車ごとに乗車券を購入する必要がある。
| クラス | Kmあたり運賃 (リンギット) |
| ------ | ------------------------- |
| 1等    | 0.15                      |
| 2等    | 0.065                     |
| 3等    | 0.036                     |

運賃はリンギット建てであるが、シンガポール側で販売する場合に限りシンガポールドル建てとなる。通貨換算されるのではなく通貨単位が変わるだけである ため、レートの関係で2倍以上の実質価格差が発生する。シンガポールから北上する列車に乗る場合、バスなど他の公共交通機関でJBセントラル駅へ行き、JBセントラルからの乗車券を購入し乗車すると安い。なお、Shuttle Tebrauを利用する場合、マレーシア国籍者はシンガポール発の場合でも、リンギット建てが適用される。

### 割引制度
以下のような割引があるが、マレーシア人・シンガポール人向けである。
- 25%割引
  - ファミリー（大人2人・子供2人）
  - 10人以上のグループ
  - ボーイスカウト・ガールスカウト
  - 警察官・軍人とその家族
- 40%割引
  - ハッジ巡礼者
  - 政府職員
- 50%割引
  - 身体障害者
  - 60歳以上の老齢者
  - 視聴覚障害者

### レール・パス
マレーシア、シンガポール以外の外国人を対象にした、KTMインターシティ全線（タイ国内は除く）に乗り放題のパスである。料金は米ドル建てで公示されるが、購入時はマレーシア・リンギット（シンガポール駅はシンガポール・ドル）に換算されて発売される。
- パス購入時、座席予約時にパスポートを提示する必要がある。
- 寝台車を利用する場合は、追加料金が必要である。

#### 販売額
| 有効期間 | 大人 (USD) | 子供 (USD) |
| -------- | ---------- | ---------- |
| 5日間    | 35.00      | 18.00      |
| 10日間   | 55.00      | 28.00      |
| 15日間   | 70.00      | 35.00      |

寝台車追加料金
- 以下の料金の通貨単位は、マレーシア国内発はリンギット、シンガポール発はシンガポール・ドルである。

| クラス         | 下段  | 上段  |
| -------------- | ----- | ----- |
| 豪華1等(ADNFD) | 71.80 | 51.80 |
| 1等(ADNFB)     | 26.00 | 19.00 |
| 2等(ADNS)      | 17.00 | 12.00 |

#### 販売駅
レール・パスは、以下の箇所で発売している。
- パダン・ブサール駅
- ペナン・チケット・カウンター
- バターワース駅
- クアラ・ルンプール・セントラル駅
- ポート・クラン駅（KTMコミューター）
- JBセントラル駅
- シンガポール駅
- ワカフ・バル駅

## 出入国
隣国への直通国際列車における出入国審査は以下のとおり実施される。
- マレーシア・タイ国境

パダン・ブサール駅で両国の出入国審査が行われる。旅客はいったん下車する。
- マレーシア・シンガポール国境
  - マレーシアからシンガポール

JBセントラル駅の構内でマレーシアの出国審査が行われ、ウッドランズ・トレイン・チェックポイントでシンガポールの入国審査が行われる。
- - シンガポールからマレーシア

2011年6月30日まで：シンガポール駅ホームでマレーシアの入国審査が行われ、ウッドランズ・トレイン・チェックポイントでシンガポールの出国審査が行われていた。詳細は、シンガポールの鉄道#マレー鉄道を参照のこと。
2011年7月1日から：ウッドランズ・トレイン・チェックポイントでシンガポールの出国審査とマレーシアの入国審査が行われる。

## ファースト・クラス・ラウンジ
1等(ADNFD,ADNFB,AFC)、ETSビジネスクラス旅客向けにサービス向上のため、2004年8月1日から以下の2駅で供用を開始した。
利用可能時間は、各列車の出発時刻の1時間前から15分前までである。ラウンジ内にはソファがある。
- クアラ・ルンプール・セントラル駅

3階（フードコートそば）
ラウンジ内にはホームへの直通エレベーターが設置されており、出発時刻15分前に係員によって誘導される。
以下の駅設置のものは、既に廃止となっている。
- シンガポール駅

駅長室の隣り（駅舎正面より左側）